# Meridiano 84 E
O meridiano 84 E é um meridiano que, partindo do Polo Norte, atravessa o Oceano Ártico, Ásia, Oceano Índico, Oceano Antártico, Antártida e chega ao Polo Sul. Forma um círculo máximo com o Meridiano 96 W.
Começando no Polo Norte, o meridiano 84º Este tem os seguintes cruzamentos:
| País, território ou mar | Notas |
| ----------------------- | --- |
| Oceano Ártico           | Passa a oeste das Ilhas Plavnikovyye                                                                        |
| Mar de Kara             | |
| Rússia                  | Ilha Rastorguyev                                                                                            |
| Mar de Kara             | |
| Rússia                  | |
| Cazaquistão             | Passa no Lago Zaysan                                                                                        |
| China                   | Xinjiang Tibete                                                                                             |
| Nepal                   | |
| Índia                   | Bihar Uttar Pradesh Bihar - cerca de 10 km Uttar Pradesh Bihar Jharkhand Chhattisgarh Orissa Andhra Pradesh |
| Oceano Índico           | |
| Oceano Antártico        | |
| Antártida               | Território Antártico Australiano, reivindicado pela Austrália                                               |